# Felsőtóti
Felsőtóti (1890-ig Hornavész, szlovákul: Horná Ves, németül: Windischdorf) község Szlovákiában, a Besztercebányai kerületben, a Garamszentkereszti járásban.

## Fekvése
Körmöcbánya központjától 3 km-re délre fekszik, a 65-ös út mentén.

## Története
A község területe már a bronzkorban lakott volt, ezt bizonyítják az itt előkerült régészeti leletek, melyek a liptói és a lausitzi kultúrához tartoznak.
1329-ben „Félfalu", majd későbbi nevén 1391-ben „Tothfalw" néven említik először. 1388-ban Éleskő várának vámszedőhelye állt a településen. A 14. század végén és a 15. század elején a russói váruradalom része volt. Később Ilsvai Leustách és fia, majd János esztergomi érsek birtokában találjuk. 1408-ban az Ilsvai, majd a Majthényi család tulajdona. 1429-ben „Windischdorf alias villa Sclavorum" néven szerepel abban az oklevélben, melyben Luxemburgi Zsigmond zálogbirtokul Körmöcbánya városának adja. 1450 körül mintegy 160 lakosa volt. 1564-ben „Horniawez" néven szerepel okiratban. A 16. században a Hunyadi család zálogbirtoka lett, akik a 15. század elején épített erődített udvarházat késő gótikus-reneszánsz kastéllyá építették át. 1715-ben több kézműves, köztük kovács, bognár, lakatos élt és dolgozott a településen. A korábbi német lakosságot később szlovákok váltották fel. Lakói főként mezőgazdasággal foglalkoztak.
Vályi András szerint: „HORNAVECZ. Vindisdorf. Bars Várm. földes Ura Körmötz bánya Városa."
Fényes Elek szerint: „Hornavesz, (Windischdorf), német falu, Bars vmegyében, Körmöcz város határán: 282 kathol., 30 evang. lak."
Bars vármegye monográfiája szerint: „Felsőtóti, a körmöczbányai völgyben fekvő tót kisközség, 350 róm. kath. és ág. ev. vallású lakossal. Hajdan Windischdorf néven német telepes község volt. Később eltótosították Hornavesz-re. Nagy Lajos király 1382 augusztus hó 20-án itt tartózkodott és innen keltezte Körmöczligetre vonatkozó adománylevelét, melyet Körmöczbánya város levéltára (Tomus I. Fons 23. Fasc. I.) alatt őriz. 1429-ben is szerepel Zsigmond király egyik oklevelében, melylyel a községet Körmöczbánya városnak adja zálogba. 1451-ben itt tartotta főhadiszállását Hunyady János, mikor Giskra ellen Körmöczbányára indult. A mult század elején lakosai még németek voltak és csak azóta tótosodtak el. Temploma nincsen. Postája, távirója és vasúti állomása Körmöczbánya."
A trianoni békeszerződésig Bars vármegye Garamszentkereszti járásához tartozott.
A 19. században épített kastélya a II. világháborúban pusztult el. Többszöri Körmöcbányához tartozás után 1997-ben lett újra önálló község.

## Népessége
| Év:            | 1994. | 2004. | 2014.   | 2024.   |
| -------------- | ----- | ----- | ------- | ------- |
| Emberek száma: | 0     | 739   | 711     | 642     |
| Eltérés:       |       | –     | -3,78 % | -9,70 % |

| Év:            | 2023. | 2024.   |
| -------------- | ----- | ------- |
| Emberek száma: | 656   | 642     |
| Eltérés:       |       | -2,13 % |

1910-ben 340, túlnyomórészt szlovák anyanyelvű lakosa volt.
2001-ben 737 lakosából 716 szlovák volt.
2011-ben 718 lakosából 652 szlovák volt.
2021-ben 675 lakosából 641 (+1) szlovák, 3 magyar, 1 cigány, 5 egyéb és 25 ismeretlen nemzetiségű volt.

## Nevezetességei
- Szent Pál apostol tiszteletére szentelt, római katolikus templomát 1787-ben Majthényi Sándor és felesége építtette, 1837-ben klasszicista stílusban építették át.
- Ferrarai Szent Vince tiszteletére szentelt kápolnája 1780-ban, barokk stílusban épült.
- Legrégebbi műemléke az 1707 és 1711 között készült Szentháromság-oszlop.
- 15. századi gótikus-reneszánsz kastélyának romjai.

## Külső hivatkozások
- Hivatalos oldal
- Községinfó
- Felsőtóti Szlovákia térképén
- E-obce.sk Archiválva 2008. február 7-i dátummal a Wayback Machine-ben